# Afef Naouar
Afef Naouar, née en 1974, est une pongiste tunisienne.

## Carrière
Afef Naouar remporte aux Jeux africains de 1995 la médaille d'argent en double dames avec Sonia Touati.